# Roland TR-909

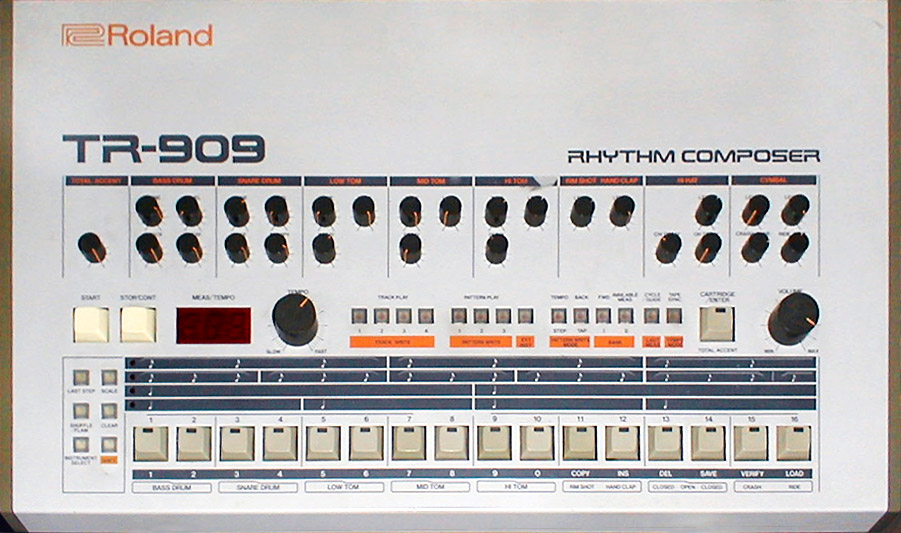
Roland TR-909

La Roland TR-909 è una drum machine semianalogica, basata anche su campionamenti, venduta dalla Roland Corporation a partire dal 1983.

## Storia
La strategia di vendita della TR-909 pubblicizzava lo strumento come una batteria realistica (come già era successo due anni prima per la TR-808), in quanto riemulava i suoni di una vera batteria, impostati dalla fabbrica.
I suoni erano nella quasi totalità generati in modo sintetico: solo l'hi-hat e il ride erano campionati direttamente dalla realtà. Essendo comunque un prodotto commercializzato prima degli studi che derivarono dalla diffusione della musica techno e della acid house, la qualità del suono appare a un orecchio moderno sostanzialmente ferroso e sintetico, in grande contrasto con le drum machine che sarebbero state prodotte solo pochi anni più tardi.
Nella sua primitiva espressione, comunque, la TR-909 permetteva di mettere in loop più suoni creando vere e proprie basi ritmiche, costituendo uno strumento di grande utilità e utilizzo relativamente semplice. Oltre a produrre suoni, la TR-909 dava la possibilità di modificare le timbriche nell'intonazione e durata, ogni elemento poteva essere assegnato ad una uscita indipendente consentendo il trattamento esterno da un qualsiasi processore di segnale.

### Oggi
Utilizzata dai maggiori esponenti della Disco music e del Pop  degli anni 1990, ancora oggi i suoi suoni sono ricercatissimi e utilizzati. La TR-909, dunque, è stata una tra gli elementi fondamentali dello sviluppo della musica ballata nelle discoteche negli ultimi due decenni.
L'oggetto originale non è più disponibile sul mercato, se non come oggetto usato, ma i suoni della TR-909 sono stati resi disponibili in tanti altri dispositivi venduti successivamente, così come in librerie di suoni su CD e altri supporti di memoria, software emulativi, campionatori, eccetera. Inoltre dai suoi elementi base sono spesso ricavate sonorità ritmiche più elaborate o mixate con altre fonti, per generare strumenti ritmici ed elementi di batteria del tutto particolari.
Tuttavia è possibile risentire e addirittura suonare la drum-machine per mezzo del software ReBirth RB-338, scaricabile dal ReBirth Museum in maniera totalmente gratuita.
Nel 2017, la Roland corporation rilasciò TR-09, una versione Boutique della Drum Machine TR 909, con ulteriori modifiche come la possibilità di aggiornamenti via USB .

## Lista delle sonorità
Una lista quasi esaustiva delle sonorità prodotte comprende:
- Grancassa (Bass Drum)
- Rullante (Snare Drum)
- Tom basso (Low Tom)
- Tom medio (Mid Tom)
- Tom alto (High Tom)
- Rim shot (Rim Shot)
- Battimani (Hand Clap)
- Hi-hat (aperto o chiuso, non contemporaneamente)
- Piatti (ride o crash, non contemporaneamente)

Possiede dei distorsori ed è in grado di produrre tonalità piuttosto psichedeliche.